# Bushmaster III

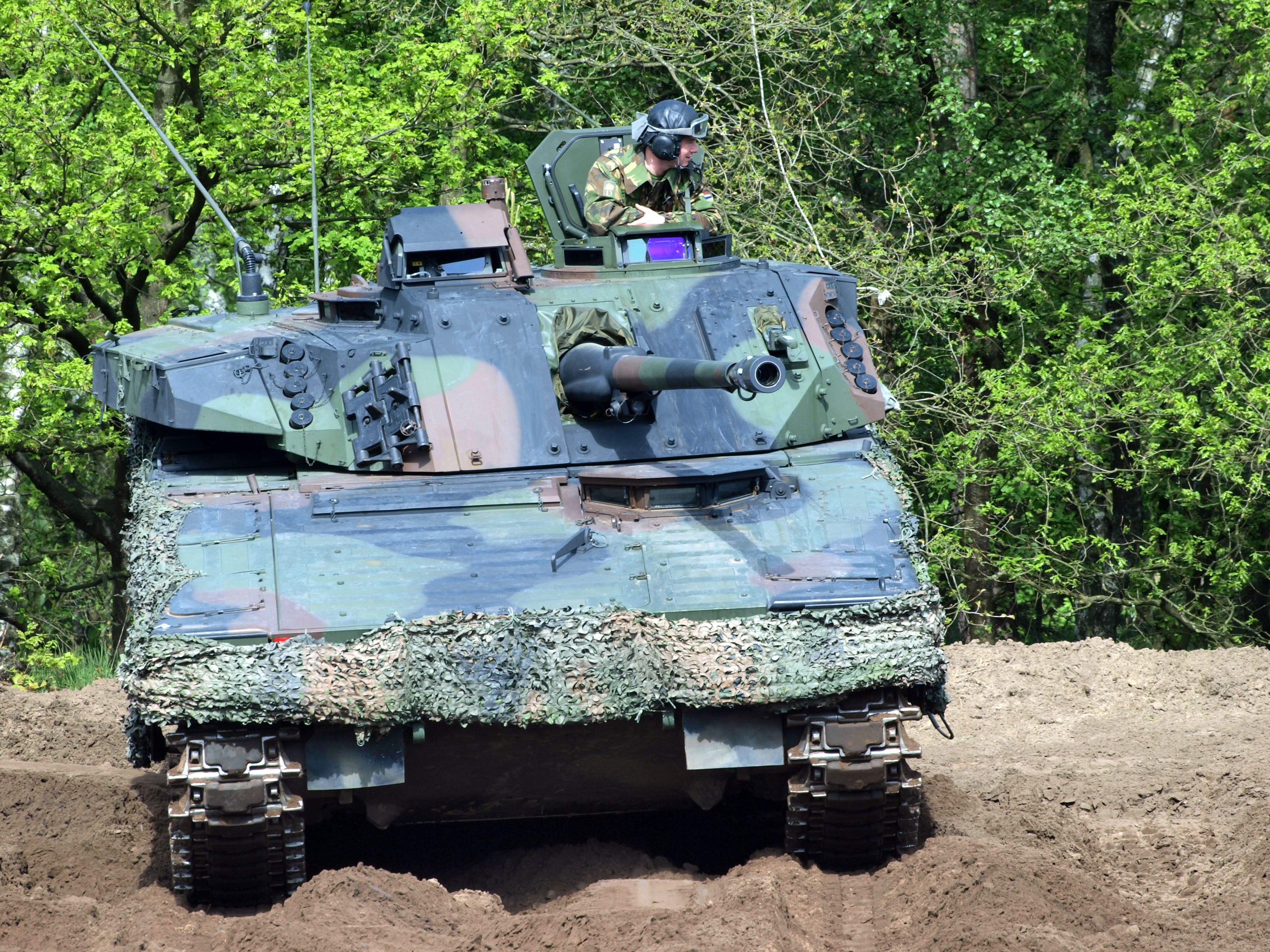
Frontansicht eines CV 90 mit der Bushmaster III

Die Bushmaster III  ist ein Abkömmling der einläufigen M242 Bushmaster Chain Gun-Maschinenkanone im Kaliber 35 Millimeter.
Die Waffe wird von Boeing produziert und basiert auf der M242, die ursprünglich von Alliant Techsystems, heute von Northrop Grumman Innovation Systems hergestellt wird. Für die dänischen und niederländischen Streitkräfte wurde die Bushmaster III als Bordkanone für das Combat Vehicle 90 ausgewählt.

## Technische Daten
- Typ: einläufige Chain Gun
- Hersteller: Boeing
- Kaliber: 35 × 228 mm
- Funktion: fremdangetriebene Chain Gun
- Gewicht (komplett): 218 kg
- Kadenz: Halbautomat oder max. 200 Schuss pro Minute
- Hülsenausstoßrichtung: vorn